# 克羅皮夫尼克河
克羅皮夫尼克河（烏克蘭語：Кропивник）是烏克蘭的河流，位於該國西部，屬於锡夫卡河的左支流，發源自卡多布納西部，流經伊萬諾-弗蘭科夫斯克州，河道全長26公里，流域面積72.1平方公里。